# Russ Tamblyn
Russell Irving "Russ" Tamblyn (30 de diciembre de 1934) es un actor y bailarín estadounidense, reconocido por su actuación en las películas Seven Brides for Seven Brothers, West Side Story, The War of the Gargantuas, Peyton Place y por interpretar al Dr. Lawrence Jacoby en la serie de televisión Twin Peaks. Es padre de la actriz Amber Tamblyn.

## Filmografía seleccionada

### Cine
- 1948 - The Boy with Green Hair
- 1949 - Reign of Terror
- 1949 - Samson and Delilah
- 1950 - El demonio de las armas (Gun Crazy)
- 1951 - El padre es abuelo (Father's Little Dividend)
- 1952 - Retreat, Hell!
- 1953 - Take the High Ground!
- 1954 - Siete novias para siete hermanos (Seven Brides for Seven Brothers)
- 1955 - Todos a cubierta (Hit the Deck)
- 1955 - La novia salvaje (Many Rivers to Cross)
- 1956 - The Last Hunt
- 1956 - The fastest gun alive
- 1957 - Don't Go Near the Water
- 1957 - La caldera del diablo / Vidas borrascosas (Peyton Place)
- 1958 - High School Confidential!
- 1960 - Cimarrón
- 1961 - West Side Story
- 1962 - El maravilloso mundo de los hermanos Grimm (The Wonderful World of the Brothers Grimm)
- 1963 - Follow the Boys
- 1964 - The Long Ships
- 1965 - Son of a Gunfighter
- 1966 - La batalla de los simios gigantes
- 1969 - The Female Bunch
- 1971 - Dracula vs. Frankenstein
- 1975 - Win, Place or Steal
- 1976 - Black Heat
- 1982 - Human Highway
- 1985 - El mundo de las películas de fantasía de George Pal
- 1987 - Commando Squad
- 1988 - Necromancer
- 1989 - The Phantom Empire
- 1990 - Aftershock
- 1991 - Wizards of the Demon Sword
- 1992 - Twin Peaks: Fire Walk with Me
- 1993 - Little Devils: The Birth
- 1994 - Cabin Boy
- 1995 - Starstruck
- 1996 - Invisible Mom
- 1997 - Little Miss Magic
- 1998 - My Magic Dog
- 2000 - Special Envoys
- 2002 - Cinerama Adventure
- 2010 - The Increasingly Poor Decisions of Todd Margaret
- 2011 - Drive
- 2012 - Django Unchained
- 2014 - Hits

## Premios y distinciones
Premios Óscar
| Año  | Categoría                       | Película                                                 | Resultado |
| ---- | ------------------------------- | -------------------------------------------------------- | --------- |
| 1958 | Óscar al mejor actor de reparto | La caldera del diablo / Vidas borrascosas (Peyton Place) | Nominado  |

| Premio        | Categoría             | Año  | Obra         | Resultado |
| ------------- | --------------------- | ---- | ------------ | --------- |
| Globo de Oro  | Nuevo actor masculino | 1956 | Hit the Deck | Ganador   |
| Golden Laurel | Actuación en musical  | 1959 | Tom Thumb    | Nominado  |